# Кулумбетов, Валиулла Файзуллович
Валиулла Файзуллович Кулумбетов (баш. Вәлиулла Фәйзулла улы Ҡоломбәтов; 1881—1964) — башкирский поэт-импровизатор, сэсэн.

## Биография
Кулумбетов Валиулла Файзуллович родился 1881 году в деревне Якты-Куль Стерлитамакского уезда Уфимской губернии.
Получил образование в медресе: д. Киешки, «Расулия» и «Галия».
Учительствовал в деревне Якты-Куль.
В 1920-е гг. являлся руководителем Табынского кантонального отдела народного образования.

## Творческая деятельность
Валиулла Кулумбетов является автором стихотворений «Иптәшкә» («Товарищу»), «Үткер балта» («Острый топор»), «Ялҡау Мотой менән тараҡандар» («Ленивый Мутуй и тараканы»), а также песен и других. Произведения сэсэна были посвящены коллективизации, Великой Отечественной войне, морали и социальных отношениях. Написал сказки для детей и воспоминания о Мажите Гафури.
Валиулла Файзуллович собирал материалы по башкирскому фольклору и этнографии, в том числе предания о Салавате Юлаеве «Салауаттың ҡатынына йыры» («Песня Салавата своей жене»), «Бограхан (Карахан)», его кубаир «Бүгәсәүгә ҡушылып, ирбатырға куш булып…» («С ратью Пугачёва слившись, в войско с ним соединившись…»), стихотворения Акмуллы и другие.
Некоторые произведения сэсэна и записанные им предания вошли в свод «Башкорт халыҡ ижады». Значительная часть его произведений утеряна. Рукописи Валиуллы Кулумбетова хранятся в Научном архиве Уфимского научного центра РАН.

## Публикации
- Башҡорт халыҡ ижады. Әкиәттәр, риүәйәттәр, хәтирәләр, сәсәндәр ижады: совет осоро. 2-се китап. Өфө, 1982.